# Halaguru, Malavalli
Halaguru là một làng thuộc tehsil Malavalli, huyện Mandya, bang Karnataka, Ấn Độ.